# Papá es un ídolo
 Papá es un ídolo  es una película de comedia dramática de Argentina filmada en colores dirigida por Juan José Jusid sobre el guion de Marcos Carnevale escrito con la colaboración de Solange Keoleyan que se estrenó el 1 de junio de 2000 y que tuvo como actores principales a Guillermo Francella, Manuel Bandera, Millie Stegman, Sebastián Francini y Mapi Galán. Cuenta la divertida historia de un padre y su hijo, que van de vacaciones a Sierra Nevada. La estancia en la localidad española removerá cuestiones relacionadas con su pasado deportivo y afectivo, cuando aparezca una antigua figura.

## Sinopsis
Pablo (Guillermo Francella) es un exesquiador profesional retirado por un problema de salud, que vive con Martín (Sebastián Francini), su hijo. Para festejar el cumpleaños de su hijo, Pablo lo lleva a Sierra Nevada, España donde conocerán a Ángela (Mapi Galán) y a Vicky (Yaiza Garzón), madre e hija respectivamente, donde surgirá una amistad y algo más. Todo cambiará cuando aparece Melina (Millie Stegman), exesposa de Pablo y madre de Martín, que ahora es pareja de la nueva sensación del esquí, Mauricio (Manuel Bandera)
Finalmente Melina se reencuentra con Martín y Pablo, tras varios intentos de este último por evitar que su exmujer los reconociera. A partir de allí, surgirá el temor de Pablo de perder a su hijo cuando éste pase más tiempo con su madre, por lo que tomará una decisión trascendental para recuperarlo.

## Reparto
- Guillermo Francella …Pablo
- Sebastián Francini …Martín
- Manuel Bandera …Mauricio
- Millie Stegman …Melina
- Mapi Galán …Ángela
- Yaiza Garzón …Vicky
- José Bernal …Paco
- Gaspar Cano …Organizador
- Ana Sosa Cordero …Directora
- Camila Bertone …Coni
- Javier Lombardo …Caffaratti
- Silvia Geijo …Mucama
- Carlos Kaspar …Nórdico
- Paco Sagarzazu...Médico
- Julieta López... Chica que camina por la calle

## Comentarios
Ezequiel Luka en el sitio web Filmonline.com.ar opinó:

”…película totalmente vergonzosa. No hay nada que esté bien, no hay nada que funcione, no hay nada que rescatar. Parece estar mal hecha incluso para los fines con que se realizó (absolutamente comerciales; un conteo de los impúdicos chivos que aparecen la convierten en ese aspecto en seria competencia de Comodines, engendro fundacional de lo que  oda esta sarta posterior de porquerías con origen en multimedios es deudora.”

La Nación opinó:

”Si bien el libro cinematográfico carece de toda posibilidad de salvación, el director...no se esmeró demasiado en la dirección. El niño Sebastián Francini posee un rostro dulce y bastante desenvoltura; Manuel Bandera hace lo que puede (que no es mucho) como el campeón de esquí enamorado de la madre del chico, y Millie Stegmann recorre con ínfimo entusiasmo un papel carente de autenticidad. La fotografía es tan previsible en sus exteriores como en sus interiores, a pesar de que la cámara podría captar con más belleza toda la grandilocuencia de Sierra Nevada, y la música es un rubro técnico que pasa totalmente inadvertido.”

Juan Garff en Clarín dijo:

”La dirección…hace foco por momentos en la belleza que ofrece la montaña nevada y en el audaz deslizamiento de los esquiadores, así como en las inclemencias del tiempo invernal como reflejo del drama personal de los protagonistas. Pero lo que predomina es, si no directamente el frío, un clima demasiado tibio, tanto para el humor como para la emoción..”